# Wildpark Potzberg
Koordinaten: 49° 31′ 17,9″ N, 7° 28′ 50,7″ O
Der Wildpark und Greifvogelzoo Potzberg ist ein Freizeit- und Tierpark im Nordpfälzer Bergland gut 20 km nordwestlich der kreisfreien Stadt Kaiserslautern (Rheinland-Pfalz).

## Geographie

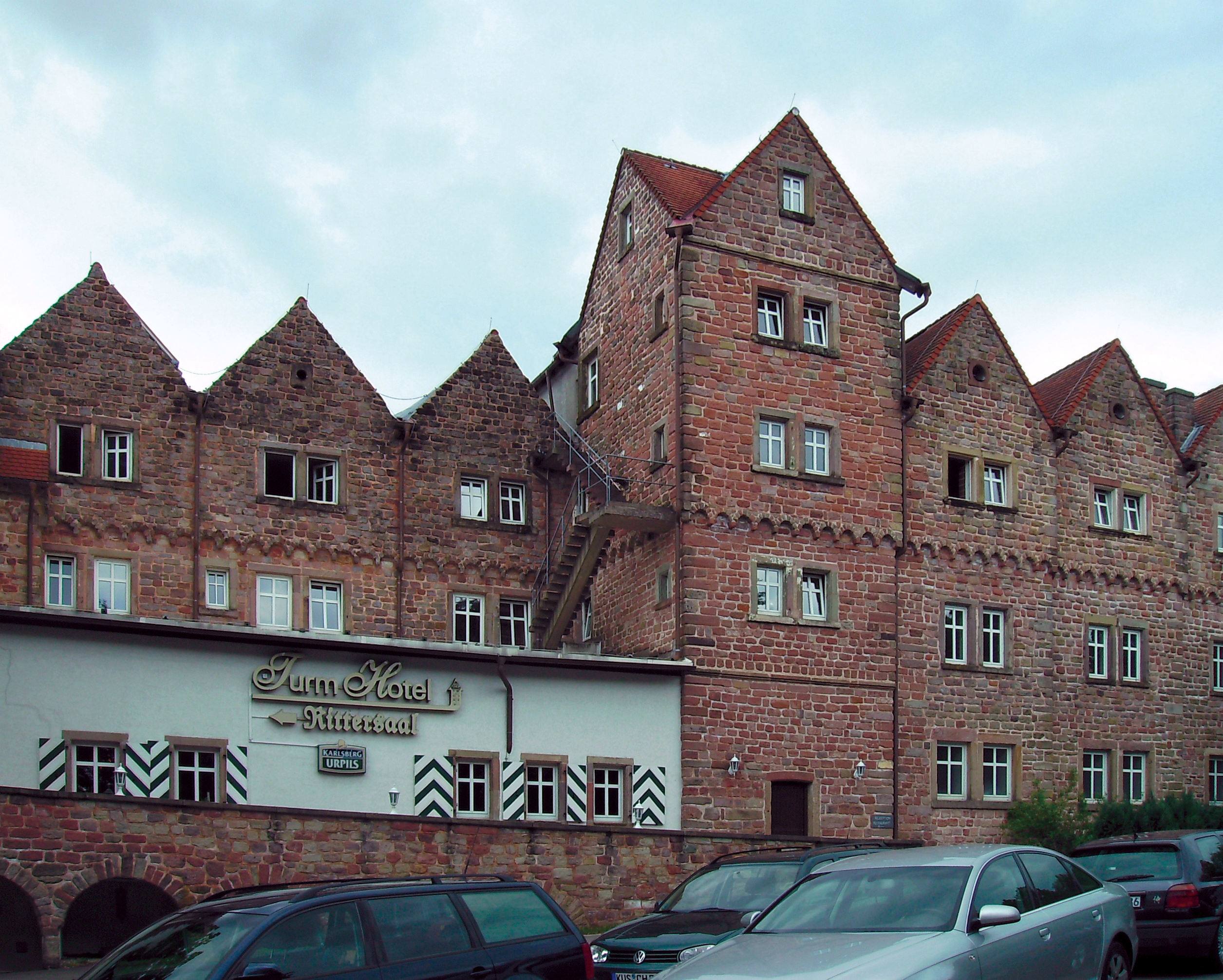
„Burg“ am Wildpark (Nordansicht)

Der Wildpark liegt auf der Kuppe des 562 m hohen Potzbergs, der zur Gemarkung der Gemeinde Föckelberg (Landkreis Kusel) gehört. Er wird über eine in den Jahren 1964/65 ausgebaute Straße erreicht.
Die Gegend ist über die nahe Autobahn 62 (Nonnweiler–Landstuhl, Anschlussstellen 7 Kusel oder 8 Glan-Münchweiler) an den überregionalen Verkehr angebunden. Kleinräumig stehen die Bundesstraßen 420 und 423 sowie die Landesstraßen 367 und 364 zur Verfügung.
Dem Park, dessen Eingang auf 559 m Höhe liegt, sind zwei Türme sowie ein Gebäudeensemble benachbart, das „Burg“ genannt wird, weil es an eine Ritterburg erinnert. Allerdings wurde es erst in der zweiten Hälfte des 20. Jahrhunderts als Hotel erbaut.
Etwa 5 km vom Potzberg entfernt, auf der Trasse der ehemaligen Glantalbahn, wird zwischen Altenglan und Staudernheim Ausflugsverkehr mit Eisenbahn-Draisinen angeboten.

## Anlage

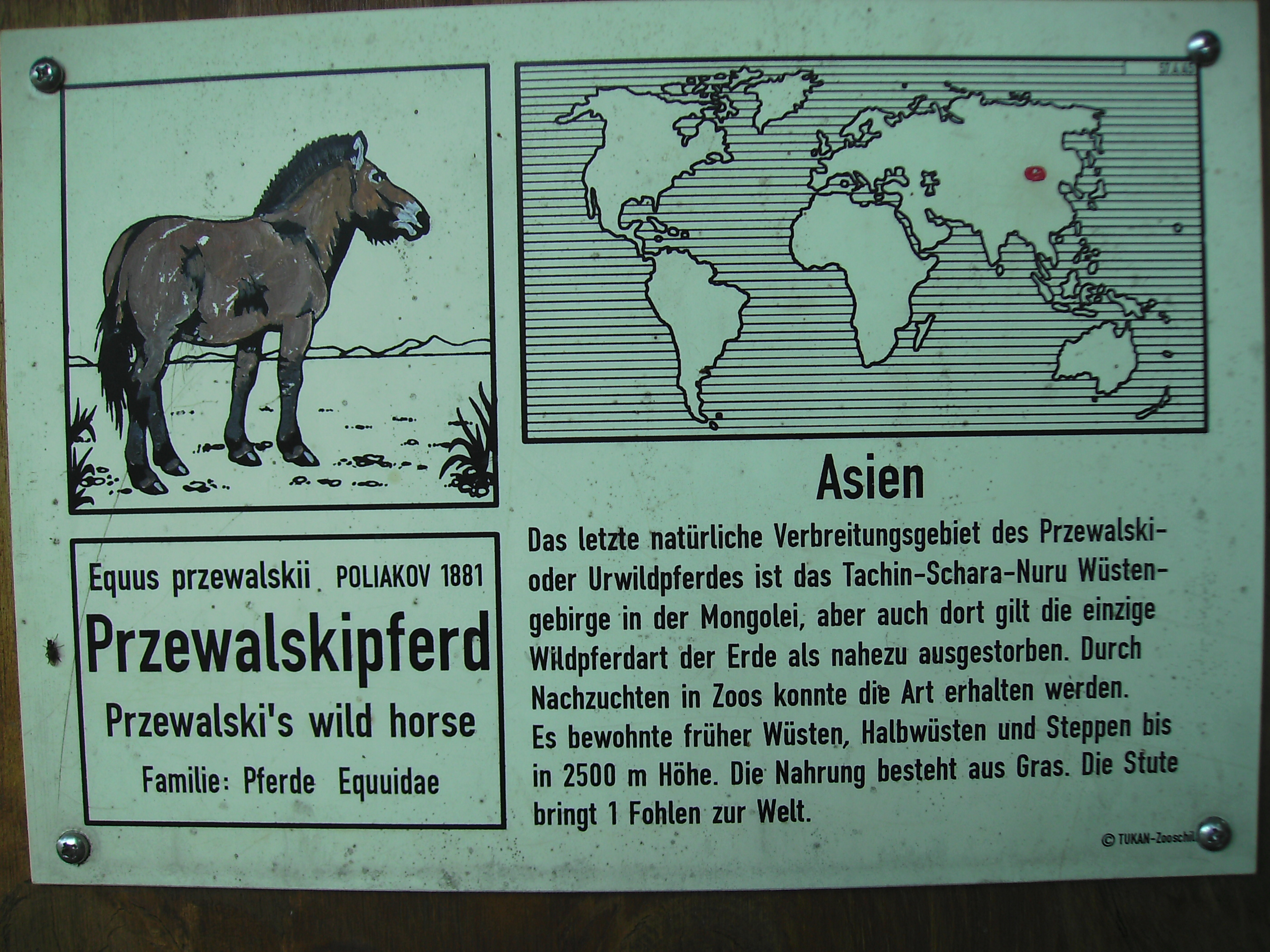
Infotafel: Przewalskipferde

Die anfangs 25 und mittlerweile etwa 30 Hektar große Anlage wird durch 10.000 m Zaunanlagen gegliedert. Sie bietet – neben dem durch die Höhenlage begünstigten Panorama des Nordpfälzer Berglands mit einer Sichtweite von mehr als 30 km – als Hauptattraktion seit 1991 Greifvogelschauen. Dabei werden beispielsweise Stein-, Weißkopf- und Riesenseeadler, Bussard, Schwarzmilan, verschiedene Falkenarten, Andenkondor, Mönchsgeier, Gänsegeier und Uhu beim Flug auf scheinbare Beute präsentiert. Die Zahl der in Volieren gehaltenen Greifvögel stieg von 50 (im Jahr 2002) über 70 (2003) auf 120 im Jahr 2010. Die Freiflüge finden von Ende März bis Ende Oktober statt. Mit der Nachzucht seltener Arten trägt die Falknerei auch zum Artenschutz bei.
Daneben beherbergt der Park in weitläufigen und vorteilhaft in die Landschaft eingebetteten Gehegen größere Säugetiere, so Wisente, nachgezüchtete Auerochsen, Schottische Hochlandrinder, Waldtarpane, Przewalskipferde, Wildschweine, Hängebauchschweine, Rot-, Dam- und Sikahirsche sowie Rentiere. Außerdem werden Murmeltiere, Steinböcke, Gämsen und Elche präsentiert.
Ein Waldlehrpfad vermittelt allgemeine Kenntnisse über Tiere und Pflanzen. Die zentrale Fütterungsanlage mit Besuchertribüne besteht gänzlich aus dem Werkstoff Holz; wegen ihrer umweltfreundlichen und landschaftsgerechten Gestaltung erhielt sie 1985 den Holzbaupreis Rheinland-Pfalz.
Für Kinder steht außer einem Spielplatz ein Streichelgehege mit Ziegen, Kaninchen, Pfauen, Störchen und Gänsen zur Verfügung.
Die Hütte zum Adlerblick, ein aus hellen Baumstämmen errichtetes Blockhaus mit zwei vorgelagerten Terrassen, von denen die obere teilweise unter dem Vordach liegt, beherbergt die Gastronomie.

Flugschau und Streichelzoo
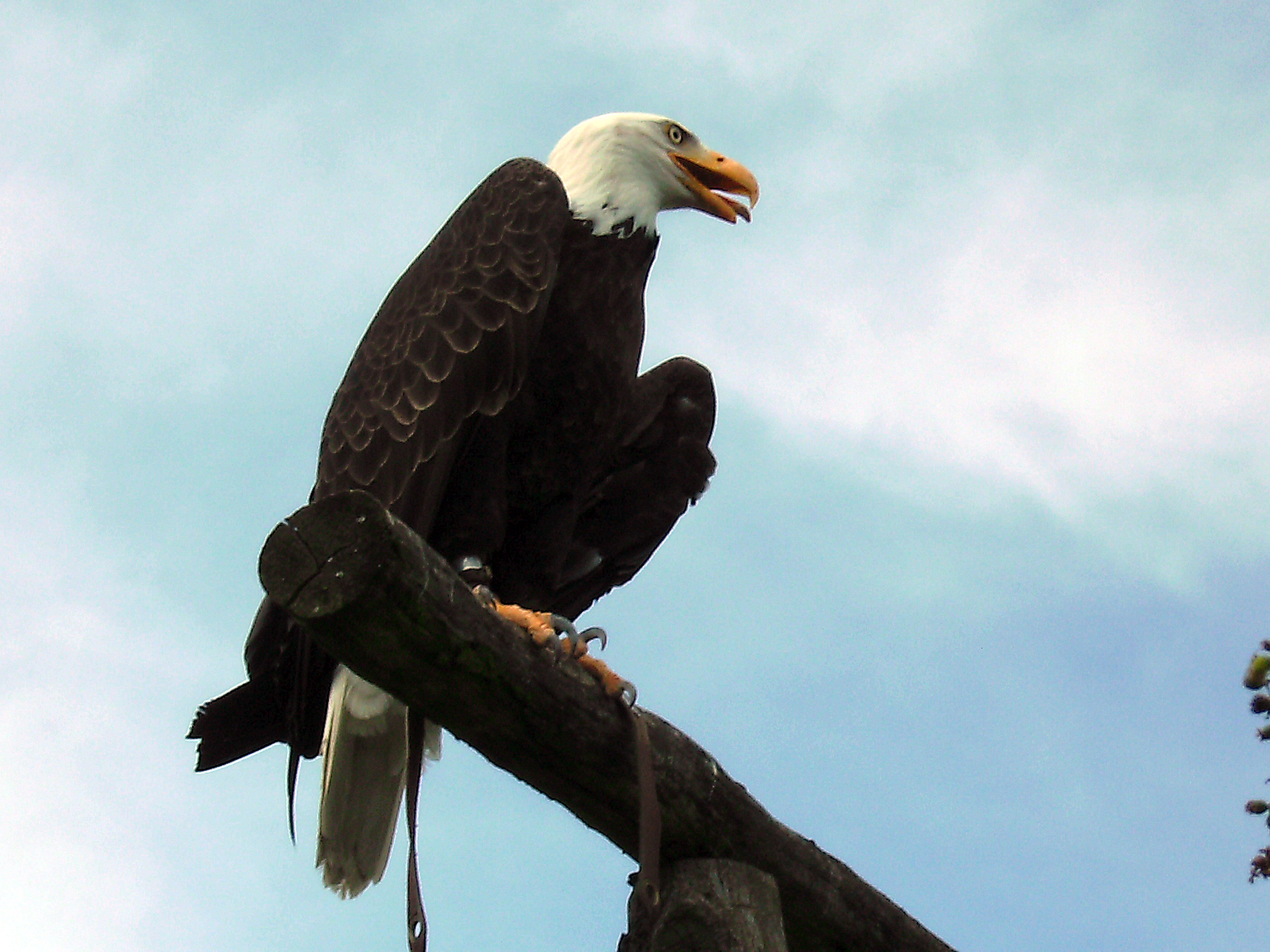
Weißkopfseeadler
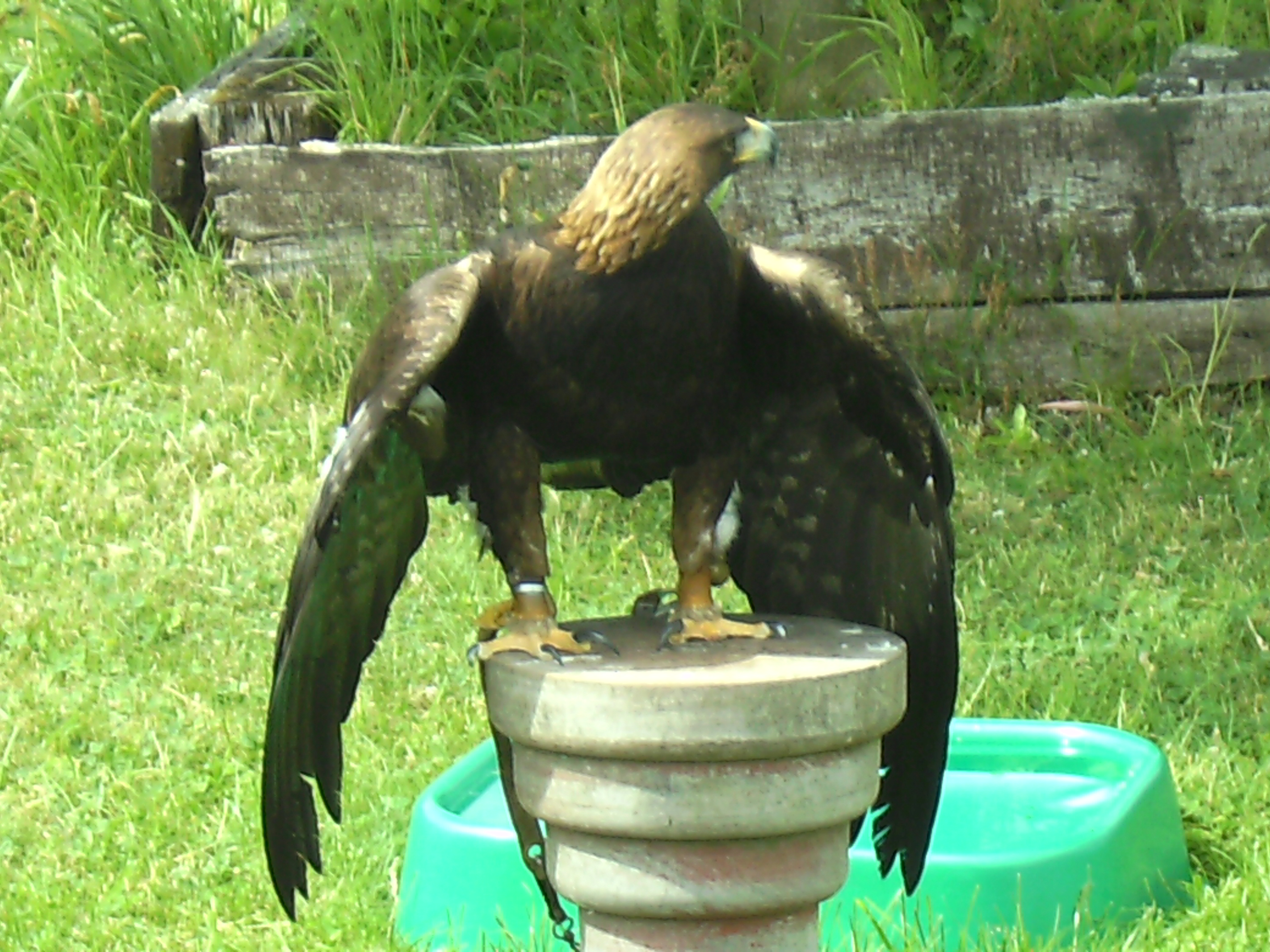
Steinadler
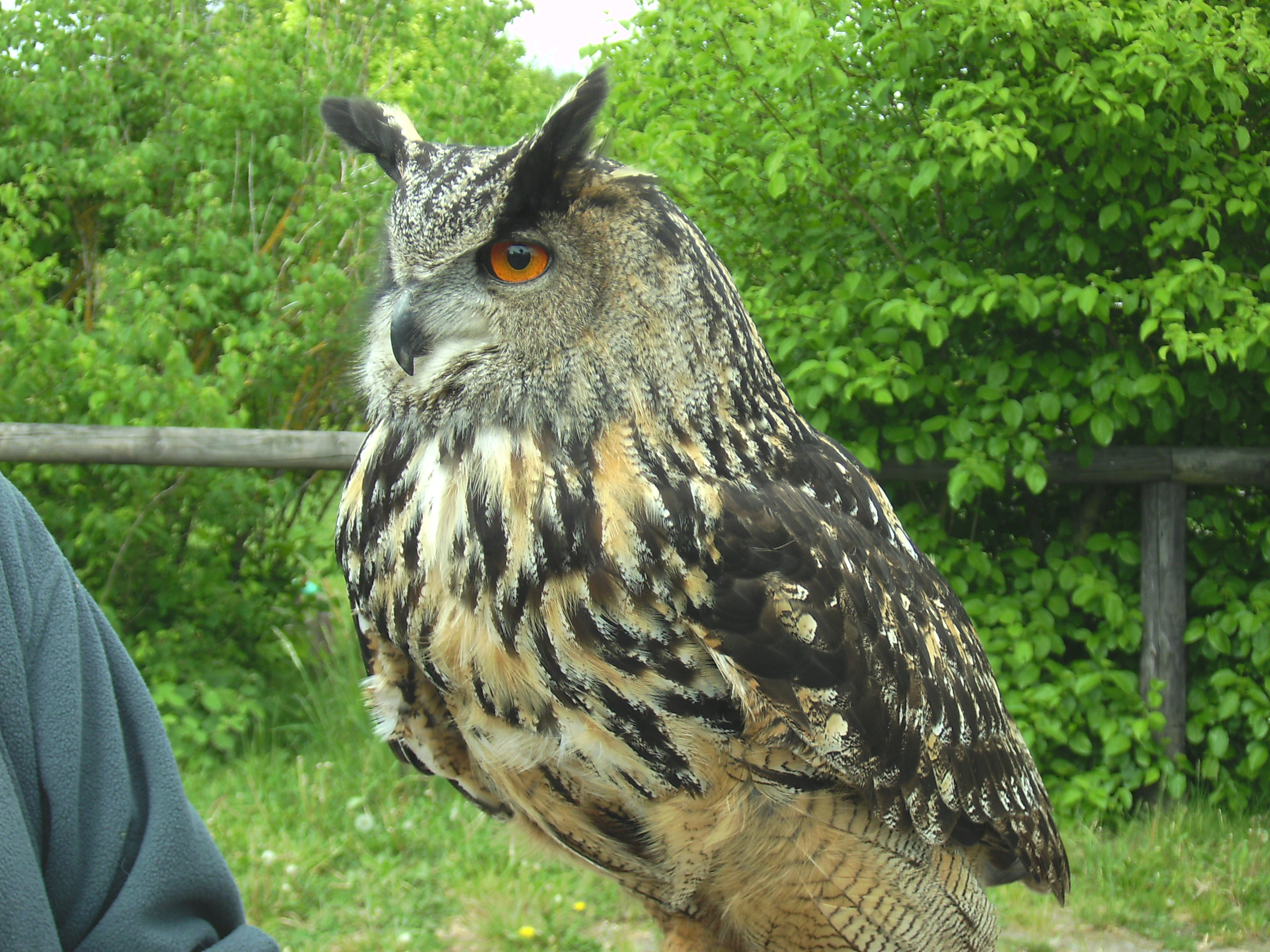
Uhu
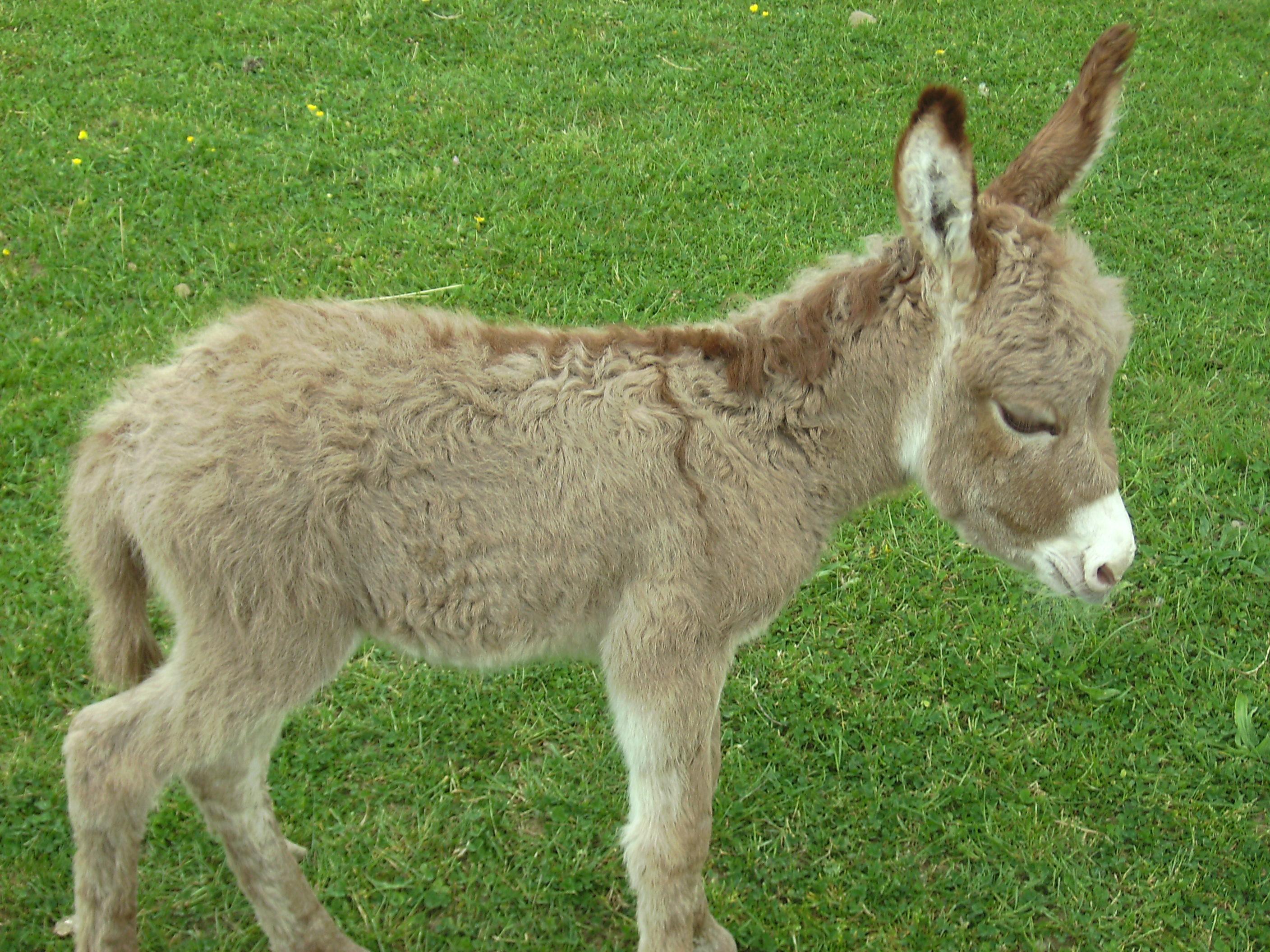
Hauseselfohlen
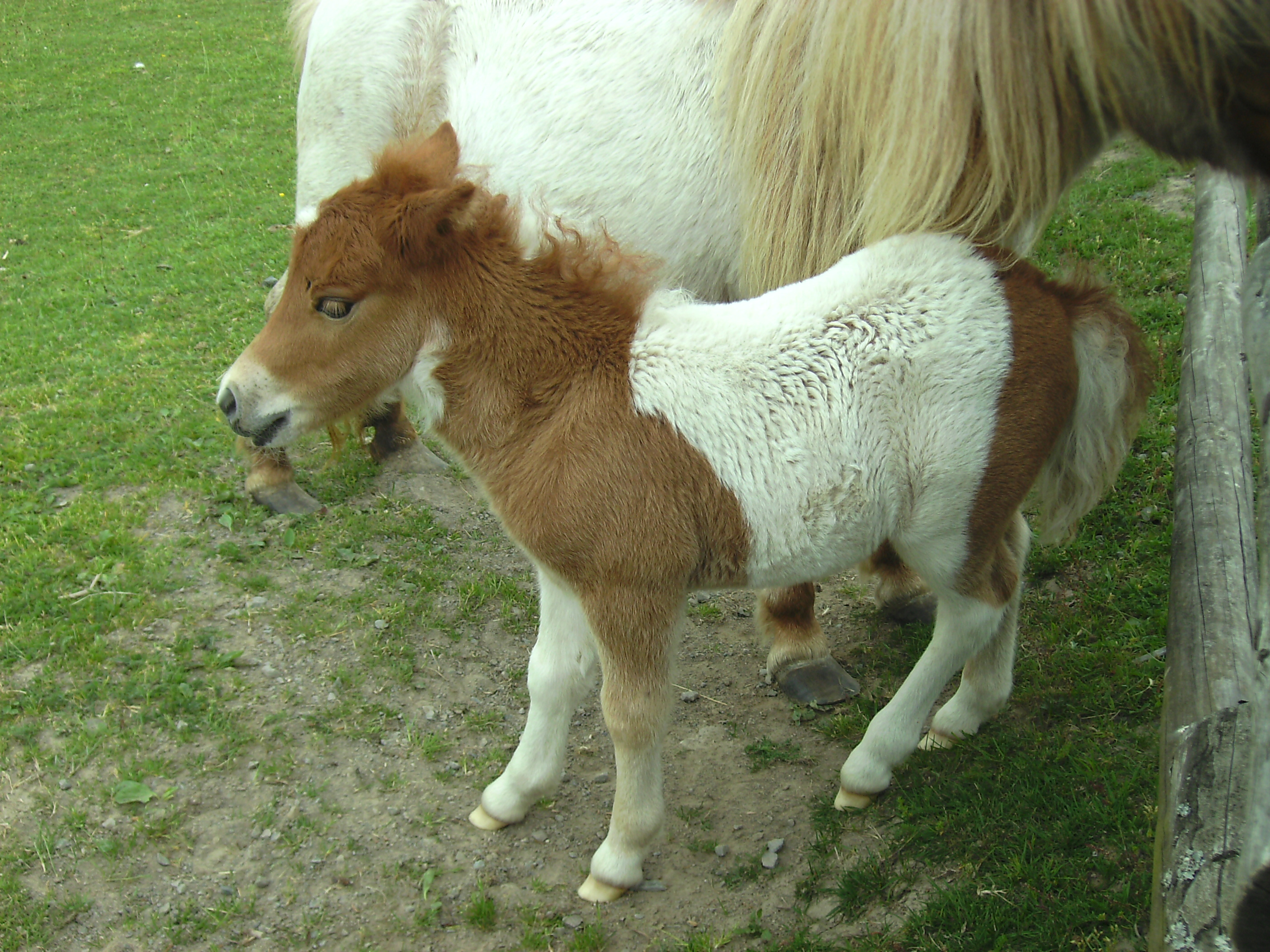
Ponyfohlen

## Geschichte
Erste Bestrebungen des Landkreises Kusel zur Errichtung des Wildparks hatte es bereits 1972 gegeben, als in einem Fremdenverkehrsgutachten eine solche Institution empfohlen wurde, um in der strukturschwachen Region den Tourismus zu fördern. Eröffnet wurde der Park im September 1984 nach mehr als zehnjähriger Planung und vierjähriger Bauzeit. Träger der Einrichtung ist der 1978 gegründete Verein zur Errichtung und zum Betrieb einer Freizeiteinrichtung mit Wildgehege auf dem Potzberg, der den Park im Dezember 1997 an ein privates Unternehmen verpachtet hat. Von diesem übernahm es 1998 der heutige Betreiber.
2008 verendeten zwei Rentiere des Wildparks, weil sie durch Parkbesucher unsachgemäß gefüttert worden waren. Von August 2011 bis Januar 2012 machte Elchkuh Natalie regional Schlagzeilen. Ein Sommergewitter hatte einen Baum entwurzelt, der beim Umstürzen den Zaun des Elchgeheges so beschädigte, dass die Elchkuh ihn übersteigen und das Parkgelände verlassen konnte. Obwohl sie in den Wäldern der Umgebung immer wieder gesehen wurde, schlugen alle Fangversuche fehl. Die Wildparkverwaltung setzte schließlich auf Lockung durch Futter bei nächtlich geöffnetem Parktor, und am 12. Januar kehrte die Elchkuh freiwillig zurück.